# Angel Agache
Angel Agache (n. 13 august 1976, în Telenești) este un politician din Republica Moldova, ex-deputat în Parlamentul Republicii Moldova.

## Biografie
Angel Agache s-a născut la 13 august 1976 în orașul Telenești, RSS Moldovenească, Uniunea Sovietică.
Între 1983-1993 a învățat la școala medie din Negureni, Telenești. În 1993 începe studiile la Universitatea Cooperatist-Comercială din Moldova la specializarea marketing. În același an este ales președinte al Ligii studenților de la Universitatea Cooperatist-Comercială din Moldova. În 1996 devine președinte al Federației Organizațiilor Studențești și de Tineret din Moldova. În 1997 a fost membru al colegiului Direcției pentru problemele tineretului și sportului și al Consiliului municipal al tineretului din Chișinău. În 1998 absolvește universitatea, devenind licențiat în economie.
În același an lucrează ca manager pe marketing și relații cu publicul la Întreprinderea Ruso-Americană Green Hills Market S.R.L.
Între 1998-2002 a susținut doctorandul la Academia de Studii Economice din Moldova. Din 1998 până în 2004 a studiat la Academia de Drept din Moldova, specializarea drept public internațional, devenind licențiat în drept. În această perioadă, în anul 1999 a fost copreședinte al Federației Organizațiilor Studențești și de Tineret din Moldova. În 2003 a fost președinte al Federației Organizațiilor Studențești și de Tineret din Moldova. În 2004 a fost președinte al Forului tinerilor „NOUA MOLDOVĂ”.
Între 2004-2005 a studiat la Școala de Studii Academice Postuniversitare „Ovidiu Șincai” din București, specializarea management politic, devenind magistru în management politic. În 2004 a făcut Institutul European de Studii Politice, Chișinău-Strasbourg.
În 2008 a fost membru al Biroului permanent central și al Consiliului politic național al PLDM.
Din 2009 este deputat în Parlamentul Republicii Moldova, în cadrl fracțiunii Partidului Liberal Democrat din Moldova.

## Viața personală
Pe 11 noiembrie 2011, Angel Agache s-a căsătorit cu Elena Becciev, fiica directorului de atunci de la întreprinderea municipală Apă-Canal Chișinău, Constantin Becciev. Nunta a avut loc într-o sală luxoasă de la Moldexpo, iar cununia la Catedrala Mitropolitană din Chișinău.